# Tetilla sansibarica
Tetilla sansibarica är en svampdjursart som först beskrevs av Lendenfeld 1907.  Tetilla sansibarica ingår i släktet Tetilla och familjen Tetillidae. Inga underarter finns listade i Catalogue of Life.